# Renville-overeenkomst

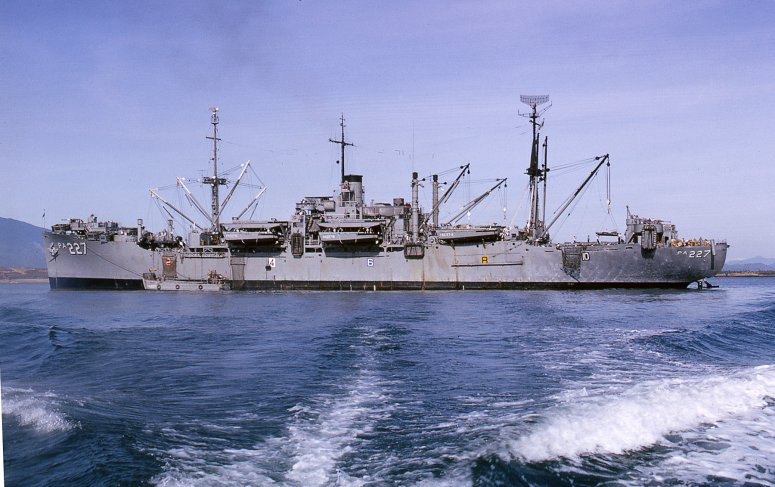
Het schip de Renville, bijna 20 jaar later

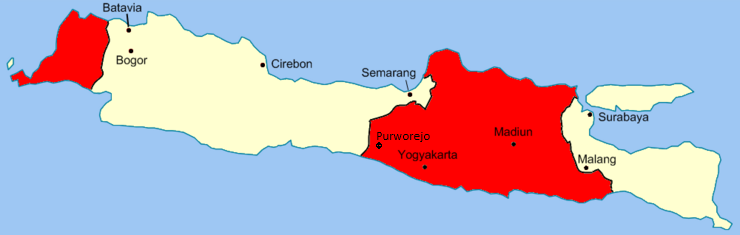
De wapenstilstandslijnen. Het gebied in rood werd beheerst door de Republik Indonesia, het gebied in het wit door het Nederlandse leger en het KNIL

De Renville-overeenkomst was een politiek akkoord, door de Veiligheidsraad van de Verenigde Naties (VN) opgelegd, tussen Nederland en Indonesische Republikeinen.
De overeenkomst werd op 17 januari 1948 van kracht. Het was een vervolg op de overeenkomst van Linggajati uit 1946. Ze leidde tot een wapenstilstand door het instellen van de zogenaamde 'Van Mook-lijn' en beëindigde de eerste politionele actie van de Nederlandse strijdkrachten. Java was verdeeld in gebieden die door Nederland of door de Republik Indonesia beheerst werden. De naam van de overeenkomst is gekozen vanwege de plaats van samenkomst; het Amerikaanse marine transportschip USS Renville dat als hoofdkwartier van de VN-wapenstilstandscommissie geankerd lag in de baai van Jakarta.

## Prelude

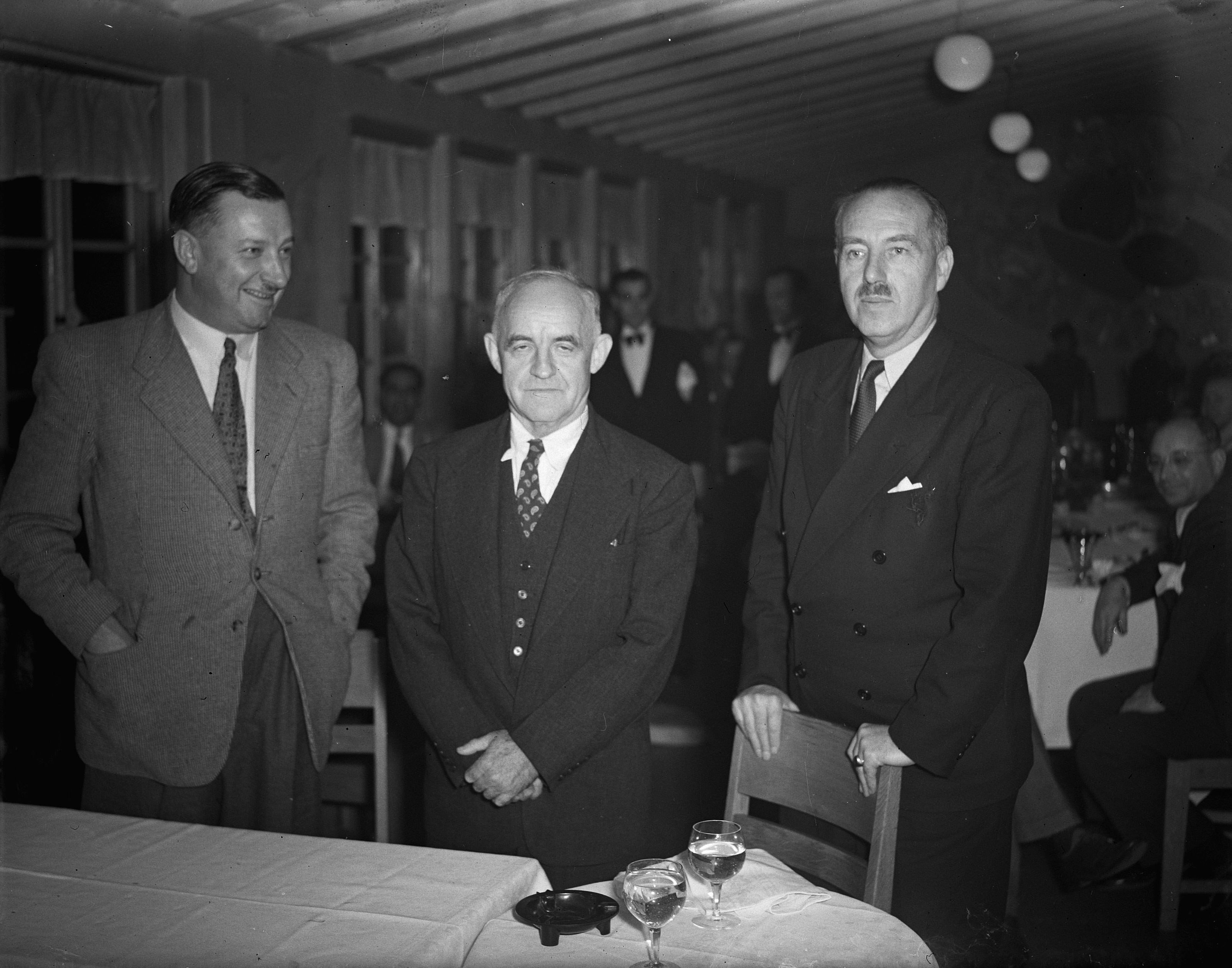
De 'Commissie van Goede Diensten': Richard Kirby, Frank P. Graham en Paul van Zeeland

De oorlogshandelingen tussen het Nederlandse bewind en de Republik Indonesia hadden Australië, dat de Indonesische onafhankelijkheid steunde, ertoe gebracht resolutie 27 bij de Veiligheidsraad van de Verenigde Naties in te dienen die de strijdende partijen opriep een wapenstilstand in te stellen. Deze resolutie werd op 1 augustus aangenomen, en de Nederlandse luitenant gouverneur-generaal van Mook gaf op 5 augustus 1947 gehoor aan deze oproep. De Veiligheidsraad nam vervolgens op 25 augustus een door de Verenigde Staten ingediende resolutie aan die voorstelde een Commissie van Goede Diensten in te stellen die zou helpen te zoeken naar een vreedzame uitkomst van het Nederlands-Indonesisch conflict. Deze commissie zou bestaan uit drie leden, waarvan een aangesteld door Nederland, een door Indonesië en een lid waar beide partijen zich in konden vinden. De Nederlanders kozen voor een Belgische vertegenwoordiger (Paul van Zeeland), de Indonesiërs voor een Australiër (Richard Kirby), en daarnaast werd een Amerikaan, Frank P. Graham aangesteld als voorzitter waar beide partijen zich in konden vinden. Op 29 augustus werd door de Nederlanders unilateraal een wapenstilstandslijn ingesteld, de van Mook-lijn.